# Grant Thornton International
Grant Thornton International (Грант Торнтон Интернешнл) — международная организация, объединяющая независимые аудиторские, бухгалтерские и консалтинговые фирмы, предоставляющие аудиторские, налоговые и консалтинговые услуги частным и публичным компаниям.
Фирмы-члены Грант Торнтон предоставляют услуги в более чем 130 странах мира и насчитывают свыше 47 000 сотрудников. Совокупный доход фирм-членов организации от предоставления международных услуг в 2016 году составил 4,8 млрд долларов США.

## История
Первые упоминания компании восходят к 1904 году, когда в Оксфорде была образована британская фирма Thornton and Thornton. В 1959 году эта фирма, сменив несколько названий, объединилась с другой британской фирмой, Baker & Co, которая ведет свою историю с 1868 года, и образовала фирму Thornton Baker.
В 1975 году Thornton Baker объединилась с британской фирмой Kidston, Jackson, McBain.
В 1980 году Thornton Baker и американская фирма Alexander Grant & Co объединились с 49 другими фирмами, создав международную компанию Grant Thornton.

## Собственники и руководство
Глава Грант Торнтон Интернешнл — Питер Бодин.

## Критика и скандалы

### Аудит университета Салфорда
В 2018 году Комиссия по финансовым рынкам Великобритании оштрафовала компанию Grant Thornton на 4 млн фунтов стерлингов, которые позже были снижены до 3 млн фунтов стерлингов, за неправомерные действия при проведении аудита университета Салфорда. Три партнера получили персональные штрафы в размере 60 000 фунтов стерлингов.

### Скандал с отчетностью Interserve
В 2019 году Совет по финансовой отчетности (FRC) начал расследование в отношении аудита, проведенного компанией Grant Thornton в 2015-2017 годах в обанкротившейся аутсорсинговой компании Interserve. Interserve накопила долги в размере 738 млн фунтов стерлингов после многочисленных приобретений, неудачного контракта на оказание услуг пробации и инвестиций в заводы по производству энергии из отходов. Grant Thornton и ее партнер были оштрафованы FRC на 1,3 млн фунтов стерлингов в 2021 году за «отсутствие скептицизма».